# 且末站
且末站位于中华人民共和国新疆维吾尔自治区巴音郭楞蒙古自治州且末县，是和若铁路上的火车站，于2022年6月16日启用。

## 歷史
- 2022年6月16日启用。

## 外部連結
- 中国铁路客户服务中心 （页面存档备份，存于）